# Vulkanexplosivitätsindex
Der Vulkanexplosivitätsindex, abgekürzt VEI (von englisch Volcanic Explosivity Index), ist eine Angabe der Stärke eines explosiven Vulkanausbruchs in Werten von 0 bis 8 auf einer logarithmisch gestuften Skala. Messgrößen sind vorrangig die Menge an ausgestoßenem vulkanischem Lockermaterial (Tephra), daneben die Höhe der Eruptionssäule sowie auch qualitative Beschreibungen. Der Index wurde 1982 von den US-amerikanischen Geologen Christopher G. Newhall und Stephen Self eingeführt.
Die Skala beginnt mit Stufe 0 und ist ab Stufe 2 logarithmisch aufgebaut, sodass die Klassengrenzen der nächsthöheren Stufen gemessen am Volumen ausgeworfenen pyroklastischen Materials einem jeweils zehnmal so großen Vulkanausbruch entsprechen. Beginnend mit einem harmlosen vulkanischen Ereignis reicht sie bis hin zu einem gigantischen Ausbruch mit globalen Auswirkungen der Stufe 8. Die Skala ist nach oben offen. Wissenschaftler weisen darauf hin, dass es sehr schwierig ist, die Stärke von Vulkanausbrüchen genau zu messen.

## Vulkanexplosivitätsindex
| VEI                                                               | 0              | 1           | 2              | 3                      | 4                       | 5                       | 6               | 7              | 8                          |
| ----------------------------------------------------------------- | -------------- | ----------- | -------------- | ---------------------- | ----------------------- | ----------------------- | --------------- | -------------- | -------------------------- |
| Klassifikation                                                    | nicht explosiv | klein       | mäßig          | mäßig–groß             | groß                    | sehr groß               | sehr groß       | sehr groß      | sehr groß                  |
| Ausgeworfenes Tephra-Volumen (m³) Anm. 1 Anm. 2                   | ≤ 104          | 104–106     | 106–107        | 107–108                | 108–109                 | 109–1010                | 10–1011         | 1011–1012      | ≥ 1012                     |
| Ausgeworfenes Tephra-Volumen (km³)                                | 0,00001        | 0,00001     | 0,001          | 0,01                   | 0,1–1                   | 1–10                    | 10–100          | 100–1000       | ≥ 1000                     |
| typische Höhe der Eruptionssäule (km) Anm. 3                      | ≤ 0,1          | 0,1–1       | 1–5            | 3–15                   | 10–25                   | ≥ 25                    | ≥ 25            | ≥ 25           | ≥ 25                       |
| Anzahl der Ereignisse seit der letzten Kaltzeit vor 11.700 Jahren | fortlaufend    | täglich     | 3631           | 924                    | 307                     | 106                     | 46              | 5              | 0                          |
| Bekanntes Beispiel (Jahr des Ausbruchs)                           | Kīlauea (1977) | Poás (1991) | Ruapehu (1971) | Nevado del Ruiz (1985) | Eyjafjallajökull (2010) | Mount St. Helens (1980) | Krakatau (1883) | Tambora (1815) | Taupō (ca. 24.500 v. Chr.) |

## Beispiele aus der Erdgeschichte
Hinweis: Tephra-Mengenangaben sind immer Schätzwerte, gleiches gilt für (prä-)historische Zeitangaben. Historische Zeitangaben sind häufig aus auffälligen Wetterveränderungen und Ascheablagerungen rekonstruiert.

### Stärke 8
Der Ausbruch des Toba auf Sumatra vor 74.000 Jahren war die nachweislich größte Eruption in den letzten zwei Millionen Jahren. Dabei wurde erheblich mehr an Tephra ausgeworfen als vor rund 630.000 Jahren beim Doppelausbruch des Yellowstone-Vulkans (Mesa-Falls) und auch mehr als vor etwa 2,1 Millionen Jahren beim Dreifachausbruch des Yellowstone (Huckleberry-Ridge). Nach der kontrovers diskutierten Toba-Katastrophentheorie soll infolge des Toba-Ausbruchs die damalige Menschheit auf einige tausend Individuen dezimiert worden sein und somit einen sogenannten „genetischen Flaschenhals“ passiert haben. Seit dem Ende der letzten Kaltzeit vor rund 12.000 Jahren hat sich kein Vulkanausbruch der Stärke 8 im Holozän ereignet.
Diese und weitere Tabellen listen Ausbrüche chronologisch:
| Vulkan Ausbruch                                          | Alter (in Jahren) | Tephra (ca.) |
| -------------------------------------------------------- | ----------------- | ------------ |
| Wah Wah Springs Caldera (Basin and Range Province, Utah) | 30 Mio.           | 5500 km³     |
| La-Garita-Caldera (Colorado)                             | 28–26 Mio.        | 5000 km³     |
| Yellowstone (Wyoming), Huckleberry-Ridge-Ausbruch        | 02,1 Mio.         | 2500 km³     |
| Yellowstone (Wyoming), Lava-Creek-Ausbruch               | 00,64 Mio.        | 1000 km³     |
| Toba (Sumatra)                                           | knapp 74.000      | 2800 km³     |
| Taupō (Neuseeland), Oruanui-Ausbruch                     | 26.500            | 1170 km³     |

### Stärke 7
Der Ausbruch der Phlegräischen Felder vor 39.000 Jahren mit 250 km³ Tephra ist ein Beispiel dieser Stufe. Die Minoische Eruption des Vulkans von Santorin vor etwa 3.600 Jahren war geringer, erreichte aber wohl Stärke 7. Jüngere Eruptionen mit einem Tephraauswurf von 100 km³ oder mehr ereigneten sich beim Taupō im 2. oder 3. Jahrhundert, beim Paektusan 946, beim Samalas 1257 und beim Tambora 1815. Gravierende globale Folgen hatte auch die Tierra-Blanca-Joven-Eruption des Ilopango (539/540), die die Klimaanomalie 536–550 mit auslöste.
In den letzten 10.000 Jahren gab es keine Ausbrüche der Stärke 8, doch mindestens acht der Stärke 7:
| Vulkan / Ausbruch | Jahr              | Tephra (ca.) |
| ----------------- | ----------------- | ------------ |
| Kurilenseevulkan  | um 6450 v. Chr.   | 155 km³      |
| Mount Mazama      | um 5700 v. Chr.   | 150 km³      |
| Kikai             | um 4350 v. Chr.   | 200 km³      |
| Cerro Blanco      | um 2300 v. Chr.   | 110 km³      |
| Santorin          | um 1600 v. Chr.   | 120 km³      |
| Ilopango          | um 539 / 540      | 106 km³      |
| Samalas           | um 1257           | 100 km³      |
| Tambora           | 5.–17. April 1815 | 160 km³      |

Daneben sind aus den letzten 2000 Jahren weitere Ausbrüche bekannt, die annähernd Stärke 7 hatten:
| Vulkan / Ausbruch      | Jahr                 | Tephra (ca.)  |
| ---------------------- | -------------------- | ------------- |
| Taupō, Hatepe-Ausbruch | um 232 n. Chr (± 15) | 50–60 km³     |
| Paektusan              | um 946 n. Chr        | 96 (± 19) km³ |

### Stärke 6
Ein großer Ausbruch in Mitteleuropa fand vor rund 13.000 Jahren am Laacher Vulkan statt. Der Laacher See stellt die abgesackte Caldera des Vulkans dar. Bei der Eruption wurden 1300 km² Fläche von einer bis zu 10 m dicken Lavaschicht bedeckt. Die Aschesäule stieg bis zu 40 km hoch.
| Vulkan / Ausbruch         | Jahr           | Tephra (ca.) |
| ------------------------- | -------------- | ------------ |
| Laacher Vulkan            | 10.920 v. Chr. | 20 km³       |
| Ambrym                    | um 50 n. Chr   | 70 km³       |
| Kuwae                     | 1453           | 32–39 km³    |
| Huaynaputina              | um 1600        | 30 km³       |
| Krakatau                  | 1883           | 20 km³       |
| Santa María               | 1902           | 20 km³       |
| Novarupta                 | 1912           | 13–15 km³    |
| Pinatubo                  | 1991           | 10 km³       |
| Hunga Tonga-Hunga Haʻapai | 2022           | 15–20 km³    |

### Stärke 5
| Vulkan / Ausbruch | Jahr        | Tephra (ca.) |
| ----------------- | ----------- | ------------ |
| Ätna              | 122 v. Chr. |              |
| Vesuv             | 79 n. Chr   | 3,3 km³      |
| Eldgjá            | 0939 / 940  | 1,4 km³      |
| Fujisan           | 1707        | 2,1 km³      |
| Mount St. Helens  | 1980        | 1,2 km³      |
| Cerro Hudson      | 1991        | 7,6 km³      |

### Stärke 4
| Vulkan / Ausbruch | Jahr | Tephra (ca.) |
| ----------------- | ---- | ------------ |
| Parker            | 1641 | knapp 1 km³  |
| Laki-Krater       | 1783 | 0,91 km³     |
| Mont Pelé         | 1902 | 0,2 km³      |
| Eyjafjallajökull  | 2010 | 0,14 km³     |

## Magnitude
In der vulkanologischen Literatur und den einschlägigen Datenbanken taucht zusätzlich zum VEI zunehmend auch der Begriff Magnitude (M) auf, definiert als:
M = log10 (eruptierte Masse in kg) − 7 .
Mit der Verwendung der ausgeworfenen Masse als Bezugsgröße werden Dichteunterschiede der verschiedenen Magmatypen sowie ein unterschiedlicher Blasengehalt des abgelagerten Materials ausgeglichen, sodass die Eruptionen vergleichbarer werden. Das Ergebnis hat jetzt eine Nachkommastelle, bewegt sich aber überwiegend in der Größenordnung des vorher vergebenen VEI.
Beispielsweise ergibt sich für 200.000 Tonnen ausgeworfenen Materials eine Magnitude von
M = log10 (2 · 108) − 7 ≈ 1,3 .

## Weitere Klassifikationsmethoden von Vulkanausbrüchen
Dense-rock equivalent (DRE)zurückgerechnetes Volumen des ausgeworfenen Magma, ohne Hohlräume, Tephra wie auch effusive Anteile
Tsuya-KlassenDie Einteilung erfolgt ähnlich dem VEI logarithmisch in die Klassen I bis IX. Diese 1955 von dem japanischen Vulkanologen Hiromichi Tsuya vorgeschlagene Klassifikation war der erste Versuch, die Stärke von Vulkanausbrüchen anhand eines Index zu beschreiben.
Intensitätlogarithmierte Rate des gesamten Masseaustritts:
I = 3 + log10 (Masseneruptionsrate in kg/s)
Der Index zeigt, unabhängig von der Dichte, an, wie rasch welche Materialmenge austritt. Besonders heftige plinianische Eruptionen haben eine maximale Intensität von 10–12, kleine einen Wert von 4–6. Die Intensität ist ein Indiz, bis in welche Höhe ausgeworfenes Material gelangt. Sie ändert sich im Verlauf des Eruptionsgeschehens, unter anderem mit Änderungen der Größe der Vulkanöffnung. Die maximale Intensität (peak intensity) ist der größte Intensitätswert eines vulkanischen Ereignisses.
TrübungsindexDer Trübungsindex besitzt einen Wert von 1000 für den Krakatau-Ausbruch von 1883 und dient als Parameter, um die vulkanischen Störungen in Atmosphärenschichten, die dann das Klima beeinflussen können, zu beschreiben.
Volcano Population Index (VPI)Der Index gibt an, wie viele Menschen bei einem Vulkanausbruch innerhalb eines bestimmten Radius vom Ausbruchsort in einem gefährlichen Bereich leben. Verwendet werden oft VPI5 und VPI10, die für VPIs mit dem Radius 5 bzw. 10 km stehen, den relevanten Bereichen für Ausbrüche mit VEI 2 bis 4.